# Doktorgrad
Doktorgraden er den højeste akademiske grad. Forudsætningen for en doktorgrad er indleveringen af en doktorafhandling, der skal forsvares foran et bedømmelsesudvalg. Når doktorforsvaret er overstået, træder bedømmelsesudvalget sammen og vurderer, om doktorgraden er opnået. 
Hovedparten af doktorafhandlingerne erhverves inden for det sundhedsvidenskabelige hovedområde, hvor et betydeligt antal læger bliver dr.med. som en del af hospitalskarrieren. Inden for de øvrige videnskabelige hovedområder erhverves doktorgrader oftere af universitetsansatte lektorer med henblik på en universitetskarriere som professor. Dette kommer af, at det er en uskreven regel i akademia, at man ved at erhverve en doktorgrad bliver kvalificeret til at være professor.
(Den danske ph.d.-grad er ikke rangeret som en doktorgrad, men er en forskeruddannelse der afløste den tidligere benyttede licentiatgrad i 2002.)

## I andre lande
I engelsksprogede lande er forkortelsen Ph.D. (med store bogstaver) en forkortelse for Doctor of Philosophy, eller det latinske philosophiae doctor, som er ækvivalent med doctor philosophiae. I nogle engelsksprogede lande har man også såkaldte "higher doctorate". F.eks. er graden Med.Sc.D. i England ækvivalent med den danske doktorgrad i medicin (dr.med.). Et andet eksempel er Doctor of science (D.Sc.) i Australien som svarer til den danske doktorgrad i naturvidenskab (dr.scient.).  Et tredje eksempel er den tyske samt franske habilitation.

## De danske doktorgrader
Københavns Universitet var det eneste danske universitet, der kunne tildele en doktorgrad i perioden 1479 til 1928. Den første kvindelige doktor i Danmark var Anna Hude, der blev udnævnt dr.phil. i 1893. Aarhus Universitet tildelte første titel som doktor til Helge Søgaard den 19. oktober 1940. Aalborg Universitetscenters første doktorafhandling blev forsvaret i 1987 af Claus Bratt Østergaard.
De danske doktorgrader er opstillet i alfabetisk rækkefølge nedenfor.
| Fagområde                            | Titel                                                 | Noter |
| ------------------------------------ | ----------------------------------------------------- | --- |
| Administration                       | doctor scientiarum administrationis (dr.scient.adm.)  | Indført 1996. Uddeles ved Roskilde Universitet og Aalborg Universitet. |
| Antropologi                          | doctor scientiarum anthropologicarum (dr.scient.ant.) | Indført 1996. Uddeles ved Københavns Universitet og Aarhus Universitet. |
| Arkitektur                           | doctor architecturae (dr.arch.)                       | Indført 2005. Uddeles ved de to arkitektskoler. |
| Biblioteks- og informationsvidenskab | doctor scientiae bibliothecariae (dr.scient.bibl.)    | Indført 2005. Uddeles ved Københavns Universitet, tidl. Det Informationsvidenskabelige Akademi indtil fusion i 2013. |
| Erhvervsøkonomi                      | doctor mercaturæ (dr.merc.)                           | Indført 1965. Uddeles ved alle handelshøjskoler, Aarhus Universitet og Aalborg Universitet. |
| Erhvervssprog                        | doctor linguæ mercantilis (dr.ling.merc.)             | Indført 1977. Uddeles ved alle handelshøjskoler og Aarhus Universitet. |
| Farmaci                              | doctor pharmaciæ (dr.pharm.)                          | Indført 1943. Uddeles ved Københavns Universitet. |
| Filosofi                             | doctor philosophiæ (dr.phil.)                         | Indført 1479. Tildeles af historiske årsager for disputatser inden for alle humanistiske fag samt psykologi. Indtil 1977 uddeltes den af både Det Humanistiske og Det Naturvidenskabelige Fakultet på Københavns Universitet, hvorefter dr.scient. blev indført. Uddeles ved alle universiteter. |
| Jordbrugsvidenskab                   | doctor agronomiæ (dr.agro.)                           | Indført 1935. Uddeles ved Københavns Universitet. |
| Jura                                 | doctor juris (dr.jur.)                                | Har eksisteret siden oprettelsen af Københavns Universitet i 1479. Uddeles ved Københavns Universitet, Aarhus Universitet og Aalborg Universitet. Graden er i et tilfælde uddelt ved Copenhagen Business School[kilde mangler] og i et tilfælde ved Syddansk Universitet.                        |
| Konserveringsvidenskab               | scientiae conservandi (dr.scient.cons.)               | Indført 2004. Uddeles ved Det Kongelige Akademi. |
| Medicin                              | doctor medicinæ (dr.med.)                             | Har eksisteret siden oprettelsen af Københavns Universitet i 1479. Uddeles ved Københavns Universitet, Aarhus Universitet, Aalborg Universitet og Syddansk Universitet. |
| Naturvidenskab                       | doctor scientiarum (dr.scient.)                       | Indført 1977. Uddeles ved alle danske universiteter. |
| Odontologi                           | doctor odontologiæ (dr.odont.)                        | Indført i 1965. Uddeles ved Københavns Universitet og Aarhus Universitet. Tidligere blev den uddelt ved tandlægehøjskolerne i København og Århus. |
| Økonomi                              | doctor oeconomices (dr.oecon.)                        | Indført 1940. Uddeles ved Aarhus Universitet og Aalborg Universitet. |
| Økonomi (tidligere Statsvidenskab)   | doctor politices (dr.polit.)                          | Indført 1902. Uddeles ved Københavns Universitet. |
| Pædagogik                            | doctor pædagogiæ (dr.pæd.)                            | Indført 1966. Uddeles ved Aarhus Universitet. Tidligere Danmarks Lærerhøjskole, der blev til Danmarks Pædagogiske Universitet, nu Institut for Uddannelse og Pædagogik under Aarhus Universitet.                                                                                                 |
| Psykologi                            | doctor psychologiæ (dr.psyk.)                         | Indført 1996. Uddeles ved Københavns Universitet, Aarhus Universitet og Aalborg Universitet. |
| Socialvidenskab                      | doctor rerum socialium (dr.rer.soc.)                  | Indført 1977. Uddeles ved Aalborg Universitet. |
| Sociologi                            | doctor scientiarum socialium (dr.scient.soc.)         | Indført 1977. Uddeles ved Københavns Universitet og Aalborg Universitet. |
| Statskundskab                        | doctor scientiarum politicarum (dr.scient.pol.)       | Indført 1972. Uddeles ved Aarhus Universitet og Københavns Universitet. |
| Teknik                               | doctor technices (dr.techn.)                          | Indført 1916. Uddeles ved Aalborg Universitet, Danmarks Tekniske Universitet og Aarhus Universitet. |
| Teologi                              | doctor theologiæ (dr.theol.)                          | Har eksisteret siden oprettelsen af Københavns Universitet i 1479. Uddeles ved Københavns Universitet og Aarhus Universitet. |
| Veterinærvidenskab                   | doctor medicinæ veterinariæ (dr.med.vet.)             | Indført 1935. Uddeles ved Københavns Universitet. |

## Historie
Doktorgradens historie starter formodentlig med at udtrykket Doktor benyttedes i middelalderen vekslende med scolasticus og magister som betegnelse for lærer. 
I 1100-tallet blev doktor en ærestitel, og flere jurister – og i 1200-tallet de fleste skolastikere – fik den øget med hædrende tillægsord. Således kaldtes Thomas Aquinas doctor angelicus eller communis, Bonaventura doctor seraphicus, Alexander von Hales doctor irrefragibilis, Duns Scotus doctor subtilis osv. 
Samtidig kom doktor og magister til at betegne dem, der var berettigede til at optræde som lærere ved et universitet og forlenedes med doktorværdigheden (promoveredes; doktorpromotion: den højtidelige akt, hvorved han kreeres som doktor) af fakultetets kollegium af lærde under medvirkning af universitetets kansler under store festligheder.
Allerede i 1100-tallet forekom doktorpromotioner i Bologna, og omkring 1231 kreerede universitetet i Paris doctor es theologiæ og senere også doctor medicinæ og doctor artium. Baccalaureat. 
Licentiatgraden måtte tages før doktorgraden. Da universiteter i 1300-tallet almindeligvis stiftedes ved kejserlige eller pavelige stiftelsesbreve (privilegia), tillagdes der dem i almindelighed også ret til at promovere doktorer, en ret, der særlig benyttedes i det teologiske, juridiske og medicinske fakultet, mens det filosofiske oftest holdt sig til magister som den højere grad efter baccalaureus. 
Paven og kejseren forlenede også selv eller gennem pfalzgrever med titlen og gav andre fyrster ret til det samme. De således promoverede kaldtes bullati doctores i modsætning til dem, der var rite promoti på grundlag af foreskrevne studier, strenge prøver og forud tagne lavere grader. Denne praksis, der kan betragtes som en uskik, da den stred mod doktorgradens væsen som en videnskabelig udmærkelse og akademisk værdighed, udsprang af, at de doktorer givne privilegier (egen domstol og sociale æresrettigheder, doktorer gik forud for den blotte adel) havde forvandlet doktortitlen til en slags adelstitel.
Ved universitetet var det en såre højtidelig sag at blive doktor. Ved Københavns Universitet gik det til ind i 1600-tallet for sig på denne måde: Akten indlededes ved en højtidelig indvielse i staden og foregik under en række symbolske ceremonier og festligheder. Efter at promotor havde erklæret ham for doktor, overgav han dem doktorkatedret til derfra at lære andre, bøgerne, doktorringen og doktorhatten og gav dem et broderkys med en forklaring over, hvad disse tegn betød (ringen: de trolovedes med visdommen). Og nu var det den nye doktors pligt at give doktorkost, dvs. gøre doktorgilde. Til dette skulle højtidelig indbydes professorerne, doktorer og magistre i staden, den kongelige kansler, hele stadens magistrat tillige med byfogeden, slotsherren og de fornemste tilstedeværende kongelige råder.
I Danmark forsvandt æresrettighederne ved doktorgraden i 1871, da rangen blev ophævet. 
Da kvinder fik adgang til universitetsuddannelser, kom der også kvindelige doktorer. Den første i Danmark var Anna Hude, der blev dr.phil. i 1893. Fra 1479 til 1928 var Københavns Universitet kongerigets eneste universitet og det eneste sted, der kunne tildele en doktorgrad. Efter oprettelsen af Aarhus Universitet fik det ved kongelig anordning af 17. juni 1940 ret til at tildele den filosofiske doktorgrad (dr.phil.) og den økonomiske doktorgrad (dr.oecon.). 
Allerede den 19. oktober 1940 forsvarede museumsinspektør, cand.mag. Helge Søgaard som den første en doktorafhandling ved Aarhus Universitet, nemlig Haandværkerlavene i Aarhus under Enevælden. Fem dage senere blev Wolmer Clemmensen doktor på afhandlingen De religiøse Systemers Indflydelse paa de erhvervsetiske Princippers Udvikling i Danmark fra Reformationen indtil det nittende Aarhundredes Begyndelse. Den økonomiske doktorgrad blev først uddelt den 30. maj 1942 til cand.polit. Kjeld Philip for afhandlingen Bidrag til Læren om Forbindelse mellem Det Offentliges Finanspolitik og den økonomiske Aktivitet.
I de følgende år fik det århusianske universitet ret til at promovere doktorer i en række nye fag: 1946 teologi, 1950 jura, 1951 lægevidenskab, 1955 naturvidenskab, 1965 statskundskab og endelig i 1968 psykologi. Aalborg Universitets første doktorafhandling blev forsvaret i 1987 af Claus Bratt Østergaard.